# 緒方理一郎
緒方 理一郎（おがた りいちろう、1941年10月24日 - 1990年）は日本の建築家。熊本県出身。

## 年譜
- 1941年 熊本市に生まれる。
- 1960年 熊本県立済々黌高等学校卒業。
- 1962年 服部学園御茶の水美術学院終了。
- 1966年 日本大学理工学部建築科卒業後、大坪・山村建築設計事務所勤務。
- 1971年 緒方理一郎建築研究所設立。
- 1990年 9月死去。

## 主な作品
- 1989年 川の家2(森本邸）
- 1992年 熊本市営新地団地B

## 文献
- 『SD 1991年1月号　特集くまもとアートポリス』　(鹿島出版会、1991年）